# Economia internacional
Com o fenômeno da globalização cada vez mais a interação e interdependência entre as nações torna premente o perfeito funcionamento destas relações e, neste sentido, a solução comumente adotada é a criação de organismos intercontinentais e supranacionais que intercedam no sentido de equilibrar estas relações e promover o PIB de todos os participantes.

## Comércio internacional
O comércio internacional é a troca de bens e serviços através de fronteiras nacionais ou territórios. Na maioria dos países, ele representa uma grande parcela do MAC. O comércio internacional está presente em grande parte da história da humanidade (ver rota da seda), mas a sua importância econômica, social e política se tornou crescente nos últimos séculos. O avanço industrial, dos transportes, a globalização, o surgimento das corporações multinacionais, e a terceirização tiveram grande impacto no incremento deste comércio. O aumento do comércio internacional pode ser relacionado com o fenômeno da globalização.
O comércio internacional é uma disciplina da teoria econômica, que, juntamente com o estudo do sistema financeiro internacional, forma a disciplina da economia internacional.
Para o ramo do direito que estuda o conflito de leis no espaço, veja direito internacional privado.
Direito Internacional (DI) é o conjunto de normas que regula as relações externas dos atores que compõem a sociedade internacional. Estes atores, chamados sujeitos de direito internacional, são, principalmente, os Estados nacionais, embora a prática e a doutrina reconheçam também outros atores, como as organizações internacionais.

### Teoria clássica
A lei da vantagem comparativa fornece uma explicação para o comércio internacional como a consequência racional das vantagens comparativas que surgem a partir de diferenças inter-regionais - independentemente de como essas diferenças apareçam. Desde sua explicação por John Stuart Mill as técnicas da economia neoclássica têm sido aplicadas a ele para modelar os padrões dos comércios que resultariam de várias fontes postuladas da vantagem comparativa. No entanto, suposições extremamente restritivas (e normalmente irreais) tiveram de ser adotadas a fim de tornar o problema passível de análise teórica.
O mais conhecido dos modelos resultantes, o modelo de Heckscher-Ohlin (H-O), depende das suposições de nenhuma diferença internacional de tecnologia, produtividade ou preferências do consumidor; nenhum obstáculo à competição pura ou livre comércio e nenhuma economia de escala. A partir dessas suposições, deriva-se um modelo dos padrões de comércio que surgiriam das diferenças internacionais na abundância relativa de trabalho e capital (chamados de dotação de fatores). O teorema resultante diz que um país com uma abundância relativa de capital exportará produtos intensivos em capital e importará produtos intensivos em trabalho. O teorema provou ter um valor preditivo muito limitado, como foi demonstrado pelo Paradoxo de Leontief (segundo o qual, apesar da dotação de fator rico em capital, Os Estados Unidos estavam exportando produtos intensivos em trabalho e importando produtos intensivos em capital) No entanto, as técnicas teóricas (e muitas de suas suposições) usadas na derivação do modelo H-O foram subsequentemente usadas para derivar outros teoremas.
O Teorema de Stolper-Samuelson, que é frequentemente descrito como um corolário do teorema H-O, foi um dos primeiros exemplos. Em sua forma mais geral, ele afirma que se o preço de um bem aumenta (diminui), então o preço do fator usado intensivamente naquela indústria também irá aumentar (diminuir) enquanto o preço do outro fator diminuirá (aumentará). No contexto do comércio internacional para o qual foi concebido, ele significa que o comércio diminui o salário real do fator de produção escasso, e as medidas protecionistas o aumentam.
Outro corolário do teorema H-O é o teorema de equalização do preço do fato de Samuelson, que afirma que como o comércio entre os países tende a igualar os preços de seus produtos, tende-se também a igualar os preços pagos para seus fatores de produção. Essas teorias às vezes são usadas para se defender que o comércio entre um país industrializado e um país em desenvolvimento irá diminuir os salários do trabalhadores não qualificados no país industrializado (Mas como notado abaixo, a conclusão depende da improvável suposição de que a produtividade é a mesma nos dois países). Grande números de artigos foram produzidos na tentativa de se elaborar os teoremas H-O e Stolper-Samuelson, e na medida em que muitos deles provaram terem informações valiosas, eles também raramente têm se provado diretamente aplicáveis à tarefa de explicar padrões de comércio. (ver também o teorema de Rybczynski).

### Teoria moderna
A teoria moderna do comércio afasta-se das suposições restritivas do teorema H-O e explora os efeitos sobre o comércio de uma série de fatores, incluindo tecnologia e economias de escala. Ela faz uso da econometria para identificar, a partir de dados estatísticos disponíveis, a contribuição de fatores particulares entre os inúmeros fatores que afetam o comércio. A contribuição das diferenças no nível de tecnologia tem sido avaliada em alguns estudos do tipo. A vantagem temporária que surge para um país a partir do desenvolvimento de uma nova tecnologia é vista como um fator que contribui em um estudo.
Outros pesquisadores descobriram que os gastos com pesquisa e desenvolvimento, número de patentes emitidas e a disponibilidade de trabalhadores qualificados são indicadores da liderança tecnológica que possibilitam a alguns países produzir um fluxo de inovações tecnológicas e descobriram que os líderes da tecnologia tendem a exportar produtos de alta tecnologia para os outros e importar produtos mais gerais deles. Outro estudo econométrico também estabeleceu uma correlação entre o tamanho do país e a participação nas exportações  de bens em cuja produção há economia de escala. Sugere-se nesse estudo que os bens comercializados internacionalmente dividem-se em três categorias, cada qual com um tipo diferente de vantagem comparativa:
- Bens que são produzidos por extração e processos rotineiros de recursos naturais - tais como carvão, petróleo e trigo, para os quais os países em desenvolvimento normalmente têm uma vantagem comparativa em relação a outros tipos de produção - que podem ser chamados de "bens ricardianos";
- Bens de baixa tecnologia, como têxteis e aço, que tendem a migrar para países com dotações de fatores apropriadas - que podem ser chamadas de "bens de Heckscher-Ohlin"; e
- Bens de alta tecnologia e bens de economia de escala, tais como computadores e aviões, para os quais a vantagem comparativa surge da disponibilidade recursos de pesquisa e desenvolvimento e habilidades específicas e a proximidade a grandes mercados sofisticados.

### Os efeitos do comércio

#### Ganhos do comércio
Existe uma forte suposição de que qualquer troca que é realizada livremente irá beneficiar ambas as partes, mas ela não exclui a possibilidade de que pode ser prejudicial para outros. No entanto (sobre suposições que incluem retornos constantes de escala e condições competitivas), Paul Samuelson provou que sempre será possível para os ganhadores do comércio internacional compensarem os perdedores. Além disso, Samuelson não levou em conta os ganhos dos outros resultantes de escolhas mais amplas do consumidor, da especialização internacional das atividades produtivas - e consequentemente economias de escala - e da transmissão dos benefícios da inovação tecnológica. Um estudo da OCDE sugeriu que há mais ganhos dinâmicos resultantes da melhor alocação de recursos, da maior especialização, dos retornos crescentes de P&D, e da popularização da tecnologia. Os autores encontraram evidências pouco claras quanto às taxas de crescimento, mas há uma forte evidência de que um aumento de 1 por cento no aumento da abertura ao comércio aumenta o nível do PIB per capita entre 0,9 e 2 por cento. Eles sugeriram que grande parte do ganho advém do crescimento das firmas mais produtivas às custas das menos produtivas. Essas descobertas e outras contribuíram para um consenso amplo entre os economistas de que o comércio fornece benefícios líquidos substanciais, e de que as restrições do governo ao comércio são geralmente prejudiciais.

#### Equalização dos preços dos fatores
Têm havido dúvidas generalizadas acerca dos efeitos do comércio internacional sobre os salários nos países desenvolvidos. o teorema de equalização do preço dos fatores de Samuelson indica que, se a produtividade for a mesma em ambos os países, o efeito do comércio traria a igualdade dos salários. Como notado acima, o teorema é algumas vezes usado para dizer que o comércio entre um país industrializado e um país em desenvolvimento reduziria os salários dos trabalhadores não-qualificados no país industrializado. No entanto, não é razoável assumir que a produtividade seria a mesma em um país em desenvolvimento de baixos salários e em um país desenvolvido de alto salário. Um estudo de 1999 descobriu que as diferenças internacionais nos salários acompanham diferenças na produtividade (Tais discrepâncias foram provavelmente o resultado de de supervalorizações ou sobrevalorizações de taxas de câmbio, ou de inflexibilidades nos mercados de trabalho).
Tem se argumentado que, embora às vezes possa haver pressões de curto prazo nos salários dos países desenvolvidos, a competição entre os empregadores nos países em desenvolvimento pode eventualmente igualar os salários com os produtos marginais de seus empregados. Qualquer diferença internacional nos salários que restar seria então resultado das diferenças de produtividade, portanto não havendo qualquer diferença entre os custos unitários do trabalho em países em desenvolvimento e desenvolvidos, e sem pressões para baixo nos salários dos países desenvolvidos.

#### Termos de troca
Também existe a preocupação de que o comércio internacional poderia operar contra os interesses dos países em desenvolvimento. Estudos influentes publicados em 1950 pelo economista argentino Raul Prebisch e pelo economista britânico Hans Singer sugeriram que existe uma tendência dos produtos agrícolas caírem em relação aos preços dos bens manufaturados, colocando os termos de troca contra os países em desenvolvimento e produzindo uma transferência não intencional de riqueza deles para os países desenvolvidos.
Suas descobertas foram confirmadas por um grande números de estudos, embora tenha se sugerido que o efeito deve-se ao viés de qualidade nos números índice usados ou à utilização do poder de mercado pelas indústrias. As descobertas de Prebisch/Singer permanecem controversas, mas elas foram usadas na época - em têm sido usadas desde então - para sugerir que os países em desenvolvimento deveriam criar barreiras contra importações de produtos manufaturados a fim de incentivar suas próprias "indústrias nascentes" e assim reduzir sua necessidade de exportar produtos agrícolas. Os argumentos a favor e contra políticas desse tipo são semelhantes a aquelas acerca a proteção das indústrias nascentes em geral. 

#### Indústrias nascentes
O termo "indústria nascente" é usado para denotar uma nova indústria que tem expectativas de se tornar rentável no longo prazo, mas que seria incapaz de sobreviver à competição dos produtos importados. Essa é uma situação que pode ocorrer devido ao tempo necessário para alcançar a economia de escala potencial, ou para adquirir potenciais curvas de aprendizado. A identificação de tal situação seguida por uma imposição temporária de uma barreira contra importações pode, a princípio, produzir benefícios substanciais ao país ao qual se aplica - uma política conhecida como "substituição de importações". O sucesso de tais políticas depende da habilidade dos governos em escolher os vencedores, sendo razoável esperar que haja tanto sucessos quanto fracassos. Alegou-se que a indústria automobilística sul-coreana deve sua existência à proteção inicial contra importados, mas um estudo sobre proteção à indústria nascente na Turquia revelou a ausência de qualquer relação entre ganhos de produtividade e nível de proteção, tal como seria esperado de uma política de substituição de importações de sucesso.
Outro estudo fornece evidências descritivas sugerindo que tentativas de industrialização através de substituição de importações desde a década de 1970 normalmente falharam, mas as evidências empíricas sobre a questão têm sido contraditórias e inconclusivas. Alegou-se que o argumento contra a industrialização através da substituição de importações não é que ela está fadada ao fracasso, mas sim que os subsídios e incentivos fiscais funcionam melhor. Também foi destacado que, em qualquer caso, não é razoável esperar que restrições ao comércio corrijam imperfeições no mercado doméstico que muitas vezes dificultam o desenvolvimento das indústrias nascentes.

### Políticas comerciais
Descobertas de economistas sobre os benefícios do comércio têm sido frequentemente rejeitadas pelos responsáveis políticos do governo, que têm buscado proteger as indústrias domésticas contra a competição estrangeira através de barreiras, tais como taxas e cotas, contra produtos importados. Níveis médios de tarifas por volta de 15 por cento no final do século XIX cresceram para cerca de 30 por cento na década de 1930, seguido da aprovação da Lei Smoot-Hawley. Principalmente como resultado de acordos internacionais sob os auspícios do Acordo Geral de Tarifas e Comércio (GATT) e mais tarde da Organização Mundial do Comércio (OMC), níveis médios de tarifas foram progressivamente reduzidos para cerca de 7 por cento durante a segunda metade do século XX, e algumas outras restrições comerciais foram também removidas. As restrições que ainda existem são, no entanto, de grande importância econômica: Entre outras estimativas, o Banco Mundial estimou em 2004 que a remoção de todas as restrições comerciais geraria benefícios de mais de 500 bilhões de dólares por ano em 2015.
As maiores das políticas remanescentes que distorcem o comércio são aquelas referentes à agricultura.Nos países da OCDE, os pagamentos governamentais respondem por 30 por cento das receitas dos agricultores e tarifas de mais de 100 por cento são comuns. Economistas da OCDE estimam que ao cortar todas as tarifas agrícolas e subsídios por 50%, gerar-se-ia uma reação em cadeia de reajustamentos de padrões de produção e consumo que adicionaria 26 bilhões de dólares à renda mundial anual.
As cotas fazem os fornecedores estrangeiros aumentarem seus preços ao nível doméstico do país importador. Isto alivia um pouco da pressão competitiva dos fornecedores domésticos, e tanto eles quanto os fornecedores estrangeiros ganham às custas de uma perda para o consumidor e para a economia doméstica, além de um peso-morto para a economia global. Quando as cotas foram banidas pelas regras do Acordo Geral de Tarifas e Comércio (GATT), os Estados Unidos, a Grã-Bretanha e a União Europeia fizeram uso de acordos equivalentes conhecidos como acordos de restrição voluntária (VRAs) ou restrições voluntárias de exportação (VERs), que eram negociadas com os governos dos países exportadores (principalmente o Japão) - até que eles também fossem banidos. Tarifas são consideras ser menos prejudiciais que as cotas, embora possa ser mostrado que seus efeitos sobre o bem-estar diferem apenas quando há tendências crescentes ou decrescentes significantes nas importações. Os governos também impõem uma grande variedade de barreiras não-tarifárias que são semelhantes, em efeito, às cotas, algumas das quais estão sujeitas aos acordos da OMC. Um exemplo recente tem sido a aplicação do princípio da precaução para excluir produtos inovadores.

## Finanças internacionais

### Escopo e metodologia
A economia das finanças internacionais a princípio não difere da economia do comércio internacional, mas há diferenças significativas quanto a ênfase. A prática das finanças internacionais tende a envolver maiores incertezas e riscos porque os ativos que são negociados estão associados a fluxos de retornos que frequentemente se estendem por muitos anos no futuro. Os mercados de ativos financeiros tendem a ser mais voláteis que os mercados de bens e serviços porque as decisões são revisadas com mais frequência e são postas em efeito mais rapidamente. Existe uma suposição compartilhada por todos de que uma transação negociada livremente beneficiará ambas as partes, mas existe um perigo maior de que ela será prejudicial a outros.
Por exemplo, a má gestão dos empréstimos hipotecários nos Estados Unidos levaram, em 2008, a falhas no sistema bancário e diminuição do crédito em outros países desenvolvidos, e reversões súbitas de fluxos internacionais de capital levaram a crises financeiras nos países em desenvolvimento. E, devido a incidência de rápidas mudanças, a metodologia da estática comparativa tem menos aplicações que na teoria do comércio internacional, enquanto a análise empírica é mais amplamente empregada. Além disso, o consenso entre os economistas quanto aos seus principais assuntos é mais estreito e mais aberto à controvérsia que o consenso sobre o comércio internacional.

### Taxas de câmbio e mobilidade do capital
Uma grande mudança na organização das finanças internacionais ocorreu nos últimos anos do século XX, sendo que os economistas ainda estão debatendo suas implicações. Ao final da Segunda Guerra Mundial, os países que formalizaram o Acordo de Bretton Woods concordaram em manter cada uma de suas moedas com taxas de câmbio fixas em relação ao dólar americano, e o governo dos Estados Unidos passou a comprar ouro a uma taxa fixa de $35 por onça. Para manter esses compromissos, a maioria dos países signatários mantiveram um controle estrito sobre suas reservas de moeda estrangeira e sobre suas negociações com ativos financeiros internacionais.
No entanto, em 1971, oo governo dos Estados Unidos anunciou que iria suspender a conversibilidade do dólar, e se seguiu uma progressiva transição para o atual regime de câmbio flutuante, no qual a maioria dos governos não mais tentariam controlar suas taxas de cãmbio ou impor controles sobre o acesso a moedas estrangeiras ou acesso aos mercados financeiros internacionais. O comportamento do sistema financeiro internacional foi transformado. As taxas de câmbio tornaram-se muito voláteis e houve uma extensa série de crises financeiras. Um estudou estimou que no final do século XX houve 122 crises bancárias em 93 países, e outro que contou 26 crises bancárias, 86 crises monetárias e 27 crises mistas - muitas vezes mais que no período logo após o pós-guerra.
O resultado não foi o esperado. Milton Friedman alegou que se houvesse qualquer instabilidade, isto seria consequência principalmente da instabilidade macroeconômica, mas uma análise empírica feita em 1999 não encontrou nenhuma conexão aparente. Os economistas começaram a imaginar se as vantagens esperadas dos mercados financeiros livres da intervenção governamental estavam de fato sendo percebidas.
A teoria neoclássica levou-os a esperar que o capital fluísse das economias desenvolvidas ricas em capital para os países em desenvolvimento pobres em capital - porque os retornos do capital lá deveriam ser maiores. Fluxos de capital financeiro tenderiam a aumentar o nível de investimento nos países em desenvolvimento ao reduzir seus custos de capital, e o investimento direto de capital físico tenderia a promover a especialização e a transferência de habilidades e tecnologias. No entanto, as considerações teóricas sozinhas não conseguem determinar o balanço entre esses benefícios e os custos da volatilidade, e a questão teve de de ser tratada com a análise empírica.
Um artigo do Fundo Monetário Internacional de 2006 oferece um sumário da evidência empírica. Os autores encontraram pequenas evidências tanto que existem benefícios na liberalização dos movimentos de capital, como da alegações de que ela é responsável pela onda de crises financeiras. Eles sugerem que benefícios líquidos podem ser alcançados pelos países que são capazes de cumprir as condições de competência financeira, mas que para os outros, os benefícios provavelmente podem ser retardados, e a vulnerabilidade a interrupções de fluxos de capital provavelmente aumentaria.

### Políticas e instituições
Embora a maioria dos países desenvolvidos de hoje tenham taxas de câmbio flutuantes, alguns deles - juntamente com muitos países em desenvolvimento - mantêm taxas de cãmbio que são nominalmente fixas, normalmente em relação ao dólar americano ou o euro. A adoção de taxas fixas requer a intervenção no mercado de câmbio pelo banco central do país, e é frequentemente acompanhada por um grau de controle sobre o aceso dos cidadãos aos mercados internacionais.
Um caso controverso é a política do governo chinês que tinha, até 2005, mantido o yuan a uma taxa fixa em relação ao dólar, mas desde então o atrelou a uma cesta de moedas. Alega-se frequentemente que ao fazer isto eles deliberadamente estavam mantendo seu valor mais baixo do que se fosse permitida a flutuação (mas há evidência do contrário).
Alguns governos abandonaram suas moedas nacionais em favor da moeda comum de uma área monetária tal como a "zona do euro" e alguns, como a Dinamarca, mantiveram a sua moeda nacional mas a atrelou a uma taxa fixa de câmbio a uma moeda comum vizinha. Em uma escala internacional, as políticas econômicas promovidas pelo Fundo Monetário Internacional (FMI) tiveram uma grande influência, especialmente sobre os países em desenvolvimento.
O FMI foi fundado em 1944 para encorajar a cooperação internacional em assuntos monetários, para estabilizar as taxas de câmbio e criar um sistema internacional de pagamentos. Sua principal atividade é o pagamento de empréstimos para ajudar países membros a superar problemas de balanço de pagamentos, principalmente com a restauração de suas reservas financeiras esgotadas. Seus empréstimos, no entanto, são condicionais à introdução de medidas econômicas pelos governos que são consideradas pelos economistas do Fundo aptas a fornecer condições favoráveis à recuperação.
As políticas econômicas recomendadas por eles são mais amplas que aquelas que foram adotadas pelos Estados Unidos e outros grandes países desenvolvidos (conhecidas como "Consenso de Washington") e muitas vezes foi incluída a remoção de todas as restrições em relação aos investimentos. O FMI foi severamente criticado por Joseph Stiglitz e outros pelo que eles consideram ser a aplicação inadequada dessas políticas e pela falha em alertar os países em questão dos perigos que podem surgir da volatilidade dos movimentos de capital.

### Estabilidade financeira internacional
A partir do período da Grande Depressão, os reguladores e seus conselheiros econômicos estavam cientes que as crises econômicas e financeiras podem se espalhar rapidamente de país para país, e que as crises financeiras podem ter consequências econômicas sérias. Por muitas décadas, essa consciência levou os governos a impor controles rígidos sobre as atividades e conduta dos bancos e outras agências de crédito, mas na década de 1980, muitos governos buscaram uma política de desregulação acreditando que os ganhos de eficiência compensariam qualquer risco sistêmico. As inovações financeiras que se seguiram são descritas no artigo economia financeira.
Um de seus efeitos foi o aumento da interdependência dos mercados financeiros e a criação de um sistema financeiro internacional com características conhecidas na teoria do controle como "complexas-interativas". A estabilidade de tal sistema é difícil de se analisar porque há muitas possibilidades de falha. A crise sistêmica internacional que se seguiu incluía o crash da bolsa de outubro de 1987, o colapso dos preços dos ativos japoneses da década de 1990, a crise financeira asiática de 1997, o calote do governo russo de 1998 (que derrubou os fundos de investimento de capitais de longo prazo) e a crise do sub-prime nos Estados Unidos. Os sintomas incluíram os colapsos nos preços dos ativos, os aumentos nos prêmios de risco e reduções na liquidez.
Medidas projetadas para reduzir a vulnerabilidade do sistema financeiro internacional foram colocadas em prática por algumas instituições internacionais. O Banco de Compensações Internacionais fez duas recomendações sucessivas (Basileia I e Basileia II) sobre a regulação dos bancos, e um grupo de coordenação de autoridades reguladoras e o Fórum de Estabilidade Financeira, que foi fundado em 1999 para identificar e resolver as fraquezas do sistema, apresentaram algumas propostas em um relatório provisório.

## Migração
Considerações elementares levaram a uma presunção de que o movimento migratório internacional resulta em um ganho líquido de bem-estar econômico. Descobriu-se que as diferenças de salários entre os países desenvolvidos e em desenvolvimento deviam-se principalmente a diferenças de produtividade que surgiam das diferenças na avaliabilidade de capital físico, social e humano. A teoria econômica indica que o movimento de um trabalhador qualificado de um lugar onde os retornos da qualificação são relativamente baixos para um lugar onde eles são relativamente altos deveria produzir um ganho líquido (mas isso tenderia a diminuir os salários dos trabalhadores qualificados no país receptor).
Houve muitos estudos econométricos que visaram quantificar esses ganhos. Um estudo do Consenso de Copenhagen sugere que se a participação de trabalhadores estrangeiros crescesse para 3% da força de trabalho nos países ricos, haveria benefícios globais de $675 bilhões por ano em 2025. No entanto, uma pesquisa sobre a evidência levou um comitê da Casa dos Lordes a concluir que qualquer benefício da imigração ao Reino Unido seria relativamente pequeno. Evidências dos Estados Unidos também sugerem que os benefícios econômicos para o país receptor são relativamente pequenos, e que a presença de imigrantes em seu mercado de trabalho resulta apenas em uma pequena redução nos salários locais.
Do ponto de vista de um país em desenvolvimento, a emigração de trabalhadores qualificados representa uma perda de capital humano (conhecida como fuga de cérebros), deixando o restante da força de trabalho sem os benefícios. Esse efeito sobre o bem-estar do país natal é de certa forma compensado pela remessa que são enviadas para o país originário pelos emigrantes, e com o conhecimento técnico adquirido com o qual alguns deles retornam. Um estudo introduz mais um fator de compensação para sugerir que a oportunidade de migrar promove a matrícula em instituições de ensino, assim promovendo um "ganho de cérebros" que pode se contrapor ao capital humano perdido associado com a emigração.
Enquanto alguns estudos sugerem que o país natal pode se beneficiar da emigração de trabalhadores qualificados, em geral é a emigração de trabalhadores não-qualificados e semi-qualificados que gera um benefício econômico aos países de origem, ao reduzir a pressão pela criação de empregos. Onde a emigração qualificada se concentra em setores específicos de alta qualificação, como na medicina, as consequências são severas e até catastróficas em casos nos quais 50% ou mais de doutores treinados emigraram. Os pontos cruciais, recentemente reconhecidos pela OCDE, são o retorno e o reinvestimento em seus países de origem pelos próprios migrantes: assim, as políticas governamentais na Europa estão cada vez mais focando na facilitação da migração temporária de trabalhadores qualificados juntamente com a remessa de migrantes.
A contrário dos movimentos de capital e bens, desde 1973 as políticas governamentais tentaram restringir os fluxos migratórios, muitas vezes sem qualquer razoabilidade econômica. Tais restrições produziram efeitos diversos, canalizando a grande maioria dos fluxos migratórios para a migração ilegal e "falsos" pedidos de asilo. Como tais migrantes trabalham por salários mais baixos e muitas vezes sem custos de previdência social, o ganho dos fluxos de migração do trabalho é na verdade mais alto que os ganhos mínimos calculados para os fluxos legais. No entanto, os efeitos colaterais são significativos, e incluem um dano político à ideia de imigração, salários de trabalho não qualificado mais baixos na população receptora, e aumento do custo de policiamento juntamente com menores receitas tributárias.

## Globalização
O termo globalização adquiriu uma variedade de significados, mas em termos econômicos ele se refere ao movimento que ocorre na direção de uma completa mobilidade de capital e trabalho e seus produtos, com as economias do mundo a caminho de se tornarem totalmente integradas. As forças motrizes do processo são as reduções nas barreiras impostas politicamente e nos custos de transporte e comunicação (no entanto, mesmo se essas barreiras e custos fossem eliminados, o processo seria limitado pelas diferenças de capital social entre os países).
Ele é um processo que possui origens relativamente antigas, que se acelerou nos últimos 50 anos, mas que ainda está longe de se completar. Em seus estágios finais, as taxas de juros, salários e taxas de impostos sobre empresas e renda se tornariam as mesmas em qualquer lugar, impulsionada pela igualdade na competição, com os investidores, ganhadores de salários e pagadores de impostos ameaçados a migrar à procura de melhores condições. De fato, há alguns sinais de convergência internacional de taxas de juros, níveis salariais e carga tributária. Apesar de o mundo estar mais integrado em alguns aspectos, é possível argumentar que, no geral, ele está menos integrado do que estava antes da Primeira Guerra Mundial, e que muitos países do Oriente Médio estão menos globalizados do que estavam na década de 1980.
Dos movimentos em direção à integração que ocorreram, o mais forte ocorreu nos mercados financeiros, nos quais estima-se que a globalização triplicou desde meados da década de 1970. Pesquisas recentes mostraram que ela melhorou a partilha de riscos, mas apenas em países desenvolvidos, e que nos países em desenvolvimento a volatilidade macroeconômica aumentou. Estima-se que a globalização gerou ganhos líquidos de bem-estar mundial, mas tanto com perdedores como com ganhadores.
A crescente globalização também tornou mais fácil o contágio das recessões de país para país. Uma redução na atividade econômica em um país pode levar a uma redução na atividade em seus parceiros comerciais como um resultado de sua consequente redução na demanda por suas exportações, que é um dos mecanismos pelo qual o ciclo econômico é transmitido de país para país. Pesquisas empíricas confirmam que quanto maior a ligação comercial entre países, mais coordenados são seus ciclos de negócios.
A globalização também pode ter uma influência significativa sobre a condução da política macroeconômica. O modelo Mundell-Fleming e suas extensões são muitas vezes usados para analisar o papel da mobilidade de capital (e também foram usados por Paul Krugman para dar uma explicação simples da crise financeira asiática de 1997). Parte do aumento na desigualidade de renda que ocorreu nos países é atribuída - em alguns casos - à globalização. Um recente relatório do FMI demonstra que o aumento na desigualdade nos países em desenvolvimento no período de 1981 a 2004 deve-se inteiramente a mudanças tecnológicas, com a globalização parcialmente contribuindo negativamente, e que nos países desenvolvidos a globalização e as mudanças tecnológicas eram responsáveis da mesma forma.

### Oposição
A globalização é vista como uma contribuidora para o bem-estar econômico pela maioria dos economistas - mas nem todos. O professor Joseph Stiglitz da Columbia Business School avançou no caso da indústria nascente para proteção nos países em desenvolvimento e criticou as condições impostas pela ajuda do Fundo Monetário Internacional. O professor Dani Rodrik de Harvard observou que os benefícios da globalização são repartidos de forma desigual, e que ela levou a desigualdades de renda e perdas de capital social nos países países dos emigrantes e tensões sociais resultantes da migração nos países receptores. Uma extensa análise crítica dessas alegações foi feita por Martin Wolf, e uma palestra do professor Jagdish Bhagwati avaliou o debate que ocorreu entre os economistas.

## Organizações internacionais
- ONU
- OMC
- BIRD

## Blocos econômicos
A globalização, acarreta, como tendência comercial natural, a formação de blocos econômicos. Estes blocos são criados tendo como objetivo principal facilitar o comércio entre os países membros, adotando medidas, dentre as quais podemos destacar:
- Redução ou isenção de impostos ou de tarifas alfandegárias;
- Facilitação de procedimentos burocráticos;
- Facilitação do tráfego de mercadorias e serviços.

Em tese, o comércio entre os países constituintes de um bloco econômico aumenta e gera crescimento econômico para todos eles. Geralmente estes blocos são formados por países vizinhos ou que possuam afinidades culturais ou comerciais. Esta é a nova tendência mundial, pois cada vez mais o comércio entre blocos econômicos cresce.
Economistas afirmam que ficar de fora de um bloco econômico é viver isolado do mundo comercial.
Alguns exemplos de blocos econômicos são: União Européia, Nafta e Mercosul.

### NAFTA
Fazem parte do NAFTA ( Acordo de Livre Comércio do Norte ) os seguintes países : Estados Unidos da América, México e Canadá. Começou a funcionar no início de 1994 e oferece aos países membros vantagens no acesso aos mercados dos países. Estabeleceu o fim das barreiras alfandegárias, regras comerciais em comum, proteção comercial e padrões e leis financeiras. Não é uma zona de livre comércio, porém reduziu tarifas de aproximadamente 20 mil produtos.

### Mercosul
Criado em 1991, o Mercado Comum do Sul (Mercosul) é composto de Argentina, Brasil, Paraguai e Uruguai, nações sul-americanas que adotam políticas de integração econômica e aduaneira. A origem do Mercosul está nos acordos comerciais entre Brasil e Argentina elaborados em meados dos anos 80. No início da década de 90, o ingresso do Paraguai e do Uruguai torna a proposta de integração mais abrangente. Em 1995 instala-se uma zona de livre comércio. Cerca de 90% das mercadorias fabricadas nos países-membros podem ser comercializadas internamente sem tarifas de importação. Alguns setores, porém, mantêm barreiras tarifárias temporárias, que deverão ser reduzidas gradualmente. Além da extinção de tarifas internas, o bloco estipula a união aduaneira, com a padronização das tarifas externas para diversos itens. O Mercosul tem 215,9 milhões de habitantes e um PIB de 1,1 trilhão de dólares. Chile e Bolívia são membros associados e assinam tratados para a formação da zona de livre comércio. 
Em julho de 2000, o Chile anuncia que pedirá o ingresso no bloco em dezembro. O maior entrave é o fato de a média das tarifas de importação chilenas ser de 9%, com planos de redução para 6% em 2003, enquanto a do Mercosul é de 15%. A Bolívia continua negociando sua adesão.
Argentina x Brasil - O bloco enfrenta dificuldades com o conflito de interesses de Brasil e Argentina. Um dos principais pontos de atrito é o regime automotivo comum (as vendas de carros e autopeças representam mais de 30% do comércio do Mercosul). Em dezembro de 1998 é assinada uma ata para criar um sistema de transição até 2004, renegociada em 2000. Outra fonte permanente de divergência é o açúcar: a Argentina mantém seus produtores protegidos da concorrência com os brasileiros depois de 2000, quando deveriam ser abolidas todas as tarifas de importação. Para o governo argentino, o Brasil concede subsídios que tornam o produto nacional artificialmente mais competitivo. 
Os conflitos dos países vizinhos agravam-se em janeiro de 1999, quando o real é desvalorizado, o que provoca temores de uma invasão de produtos brasileiros na Argentina. Em junho, Argentina e Brasil anunciam planos de integração de políticas macroeconômicas dos membros do bloco. Entre as metas estão a uniformização das taxas de juros, do déficit público e dos níveis de inflação e a adoção de uma moeda única. 
No mês seguinte, a Argentina estabelece salvaguardas aos tecidos de lã e de algodão brasileiros e cria uma resolução que permite medidas de proteção contra seus parceiros comerciais. O Brasil contesta e a Argentina leva a questão à Organização Mundial do Comércio (OMC), que julga pertinente a reclamação brasileira. No mês seguinte, a Argentina passa a exigir selo de qualidade para a entrada de calçados brasileiros no país. Em setembro, os produtores de sapatos das duas nações concordam em estabelecer limites para a venda brasileira em 1999 e 2000. A eleição de Fernando de la Rúa, da União Cívica Radical, à Presidência da Argentina em outubro traz boas perspectivas para o Mercosul, pois seu partido é, historicamente, comprometido com a continuidade do bloco. Em abril de 2000, Mercosul e União Européia criam grupos de trabalho que negociarão uma aproximação entre os dois blocos, visando à criação de uma zona de livre comércio. 
Relançamento do bloco - Numa tentativa de superar todos os conflitos, é realizada em junho de 2000, em Buenos Aires, uma cúpula para o "relançamento" do Mercosul. Argentina e Brasil assinam um novo acordo automotivo que terá duração até 2005. Ficam estabelecidos uma tarifa externa comum de 35%, alíquotas progressivas para a importação de autopeças e porcentual mínimo de 60% das peças fabricado em países do bloco. Uruguai e Paraguai não aderem ao regime automotivo. A cúpula define as metas de criar um mecanismo mais eficaz de solução de controvérsias e de estabelecer acordos de livre comércio com o México e a África do Sul. 
No mês seguinte, porém, o setor calçadista brasileiro queixa-se de que a Argentina está exigindo licenças prévias de importação para produtos brasileiros, descumprindo decisão do Tribunal Arbitral do Mercosul. Além disso, o governo argentino, após acusar os produtores brasileiros de frango de praticar dumping, impõe preços mínimos para a entrada do produto no país. O governo brasileiro ameaça recorrer à OMC.

### Pacto Andino
Outro bloco econômico da América do Sul é formado por: Bolívia, Colômbia, Equador e Peru . Foi criado no ano de 1969 para integrar economicamente os países membros. As relações comerciais entre os países membros chegam a valores importantes, embora os Estados Unidos da América ainda seja o principal parceiro econômico do bloco.
Bloco econômico instituído em 1969 pelo Acordo de Cartagena - seu nome oficial - com o objetivo de aumentar a integração comercial, política e econômica entre os países-membros. Também é conhecido como Grupo ou Comunidade Andina. Em 1991, a Declaração de Caracas estabelece uma zona andina de livre comércio, que começa a vigorar em janeiro de 1992. As tentativas de determinar uma tarifa externa comum, no entanto, vêm fracassando. 
Apesar de o comércio na região ter aumentado desde o acordo, os EUA continuam a ser o principal parceiro da maioria dos signatários. Como reação ao movimento para a criação da Alca, o Mercosul inicia uma aproximação estratégica com o bloco andino. As negociações, porém, não evoluem, em virtude das barreiras tarifárias do grupo andino, principalmente no setor agrícola. Como alternativa, os países-membros continuam assinando acordos em separado com os parceiros sul-americanos. 
Em 1997, segundo a secretaria geral do Pacto Andino, o valor das transações comerciais entre os países-membros atinge US$ 5,5 bilhões, registrando um crescimento de 19,2% em relação a 1996. A organização estima que em 1998 esse valor chegue a US$ 6,3 bilhões. 
Em 1999, o bloco firma um acordo de tarifas preferenciais com o Brasil, com prazo inicial de dois anos, que estabelece tratamento especial para uma ampla variedade de produtos e em julho de 2000 assina um trato similar com a Argentina. O Pacto Andino mantém conversações com o Mercosul com a finalidade de estabelecer uma zona de livre comércio entre seus membros em 2002.
Membros - Bolívia, Colômbia, Equador e Peru (1969); Venezuela (1973). O Chile sai em 1976. O Panamá participa como observador.

### APEC
A APEC (Cooperação Económica da Ásia e do Pacífico) foi criada em 1993 na Conferência de Seattle. Integram este bloco económico os seguintes países: Estados Unidos da América, Japão, China, Formosa (Taiwan), Coreia do Sul, Hong Kong, Singapura, Malásia, Tailândia, Indonésia, Brunei, Filipinas, Austrália, Nova Zelândia, Papua-Nova Guiné, Canadá, México e Chile. Somadas a produção industrial de todos os países, chega-se a metade de toda produção mundial. Quando estiver em pleno funcionamento, será o maior bloco económico do mundo.

### União Europeia
A União Europeia (UE) foi oficializada no ano de 1992, através do Tratado de Maastricht. Este bloco é formado pelos seguintes países : Alemanha, França, Reino Unido, Irlanda, Holanda (Países Baixos), Bélgica, Dinamarca, Itália, Espanha, Portugal, Luxemburgo, Grécia, Áustria, Finlândia e Suécia. Este bloco possui uma moeda única que é o Euro, um sistema financeiro e bancário comum. Os cidadãos dos países membros são também cidadãos da União Europeia e, portanto, podem circular e estabelecer residência livremente pelos países da União Europeia.
A União Europeia também possui políticas trabalhistas, de defesa, de combate ao crime e de imigração em comum. A UE possui os seguintes órgãos : Comissão Europeia, Parlamento Europeu e Conselho de Ministros.